# Mammad Emin Rasulzade
Mammad Emin Rasulzade (în azeră Məhəmməd Əmin Rəsulzadə; pronunțat /mæhæmˈmæd æˈmin ɾæsulzɑːˈdæ/; n. 31 ianuarie 1884, Novkhany⁠(d), gubernia Baku⁠(d), Imperiul Rus – d. 6 martie 1955, Ankara, Ankara, Turcia) a fost liderul național al poporului azer.

## Activitatea social-democrată
S-a născut într-o familie de clerici în localitatea Novxanî din apropierea orașului Baku. Educația primară a primit-o în școala religioasă înființată de tatăl său, după care a început să lucreze într-o tipografie din Baku. Acești ani i-au trezit interesul față de publicistică.
Începând cu anul 1903, articolele sale au apărut în ziarul Șərqi Rus („Orientul rusesc”), tipărit la Tiflis de luministul M.A.Șahtaxtlî. După revoluția rusească din anul 1905, el a scris pentru presă azeră, la "Füyuzat", "Həyat", "Tərəqqi", "Irșad" etc., editate de naționalistul Ali bey Hüseynzade și liberalul Ahmad Ağaoğlu. Ulterior însă, pe urma el preferă ideile social-democrate larg răspândite și începe să colaboreze cu presa stângă radicală ("Hümmət", "Təkamül", "Yoldaș"). Fiind redactor-șef al "Təkamül"-ului („Evoluția”) în anii 1905-1907, apărut la Baku, un centru important al social-democrației din Imperiul Rus, el cunoaște și colaborează cu bolșevicii din oraș cum ar fi I.Stalin, S.Ordjonikidze, A.Vîșinski, M.Kalinin. La Baku se afla renumita tipografie secretă "Nina" unde se tipărea ziarul Iskra, iar bolșevicii erau vânați peste tot. În perioada bakuvană a vieții sale, "Koba" sau viitorul Stalin era cunoscut prin jafurile și activitatea sa de răpitor între capitaliștii din acest oraș fiind ținta principală a regimului țarist.

## Salvarea lui Stalin
Conform unor surse, într-o perioadă extrem de critică pentru viața lui "Koba", Rasulzade îl ascunsese pe Stalin la minaretul geamiei unde făcea slujbe religioase tatăl său, renumit teolog din zonă (1905). Din cauza religiozității populației poliția țaristă nu a bănuit că s-ar putea ascunde în lăcașurile de cult ale musulmanilor. De aici începe prietenia între Stalin și Rasulzade și acest gest a avut mai târziu un rol fatal în privința sorții ultimului.

## Partidul Hummat și exil
În 1904, Rasulzade împreună cu colegii înființează primul partid socialist azer "Hümmat" ("Strădania"). Acest partid avea drept scop propagarea ideilor bolșeviste printre muncitori azeri în colaborare cu Partidul Social Democrat al Muncii din Rusia. În 1908-1910, când începe al doilea val al revoluției iraniene în provinciile populate de azeri din această țară, el a fost trimis de către partid acolo și după victoria revoluției se mută la Teheran. În scurt timp el câștigă popularitate între liderii mișcării revoluționare, participă la înființarea Partidului Democrat din Iran și formează primul ziar modern iranian - "Iran-e Nou". Poziția sa clar anti-rusească a supărat Rusia și guvernul de la Sankt-Petersburg reușește să provoace expulzarea lui din Iran, fiind obligat să se mută la Istanbul (1911).
După amnistia declarată cu ocazia aniversării tricentenarului dinastiei Romanov, în 1913, el se întoarce la Baku, deja fiind o persoană cunoscută în Azerbaidjan. De data această el nu se mai alătură socialiștilor și devine unul dintre liderii partidului naționalist "Müsavat" („Egalitatea”) (1911). Ziarul "Açîq söz" („Cuvânt direct”) tipărit de Rasulzade (1915-1917), ce ocupa o poziție opozantă fața de Rusia, ceea ce a provocat arestarea lui în 1917.

## Revoluția rusească

Steagul Partidului Musavat

Numai că revoluția rusească din februarie 1917 l-a salvat și la congresul de fuziune a Partidului Federalist (TAMF) cu Partidul "Müsavat", el a fost ales președintele formațiunii noi, care de fapt era cea mai mare forța politică din Azerbaidjan. Principiile esențiale ale noului "Müsavat" erau "Turcicizare, Europenizare, Islamizare" ceea ce și-a găsit reflectare în steagul Republicii Azerbaidjan.
La Congresul Popoarelor Musulmane din Imperiul Rus, ținut la Moscova, 1917, Rasulzade lansează ideea federalizării Rusiei după elementul național ce a fost susținut de participanți. În noiembrie a avut loc revoluția bolșevicilor și deputații caucazieni au format Sejm-ul Transcaucazian, după modelul polonez, insă la 26 mai 1918, statul respectiv a căzut în urma declarației de independența a Georgiei.

## Tatăl independenței
Peste două zile deputații azeri adunându-se la Tiflis (actualul Tbilisi), au proclamat independența Azerbaidjanului și au constituit organul temporar de conducere - Consiliul Național (Milli Șura), căruia președintele a fost ales M.E.Rasulzade. Guvernul în frunte cu avocatul Fatali Khan Khoyski, din cauză ocupației Baku de către bolșevici, s-a mutat la Ganca, al doilea mare oraș din țara. La 15 septembrie 1918, Baku a fost eliberat, iar la 7 decembrie s-a adunat parlamentul azer (80 deputați azeri, 21 armeni, 10 ruși, 1 georgian, 1 polonez, 1 german, 1 evreu). Însă Rasulzade a preferat să rămână simplu deputat neocupând nici un post de stat, iar Partidul "Müsavat" condus de el a obținut majoritatea locurilor în organul legislativ (Partidul „Müsavat” - 36, „Ittihad” - 11, „Blocul Socialist” - 12, „Ahrar” (liberalii) - 10, independenții - 9, „Dașnakțutiun” - 7, alte partide armene - 4, minorități naționale - 5 deputați). Pe toată durata existenței primei republici azere, Rasulzade a fost considerat drept "tatăl independenței". Prima republică (1918-1920) era unul dintre cele câteva state musulmane independente din epoca respectivă și singura unde femeile aveau drept de vot. Datorită demnitarilor de stat cu educație europeană, au fost asigurate drepturile omului și minorităților. S-a inaugurat Universitatea din Baku (1919), limba azeră fiind proclamată limba de stat.

## Invazia sovietică
Dar, Rusia sovietică avea nevoie de petrolul din Baku, care producea aproape tot combustibilul (95%) din fostul Imperiul Rus. În telegrama sa de urgență conducătorul revoluției V.I.Lenin scria foarte clar: „Capturarea Baku-ului este foarte, foarte și foarte importantă pentru noi…”. La 27 aprilie 1920, Armată Roșie a întrat în Azerbaidjan și oprindu-se în suburbiile Baku-ului a dat un ultimatum în care cerea capitularea. Parlamentul azer s-a adunat în ultima sa ședință extrem de tragică. Fracțiunea socialistă din parlament cerea crearea „Republicii Azerbaidjane Sovietice independente” și încerca să convingă pe deputați să cedeze puterea ocupanților. Ședință această istorică este remarcabilă din cauză unui incident: Rasulzade adresându-se celui mai tânăr deputat, Ali Heydar Qarayev, care figura între cei mai activi oratori comuniști, a spus: "Ali Heydar, într-o zi când frații tăi cărora le argumentezi acum poziția, te vor pune în fața unui zid și se vor împușca, atunci să-ți amintești cuvintele acestea...". Într-adevăr, peste 18 ani, A.H.Qarayev, ajuns unul dintre conducătorii ai țării, a fost arestat și împușcat în 1938, încă în primul val al represiunilor staliniste.

## Prizonier onorific
După ocupație au fost închiși sau împușcați aproape toți demnitarii de stat și activiștii partidului "Müsavat". Rasulzade se ascunde în localitatea izolată Lahîc, așezată în munții caucazieni, însă a fost prins și transferat la Baku. O întâmplare - prezența lui Stalin în capitala Azerbaidjanului, îi scapă viața. Stalin încă nu era "atotputernic", dar era un personaj destul de înfluent, platindu-și "datoria veche", ca să-l scoată pe liderul musavatist și prietenul acestuia A.Kazîmzade din închisoare și să-i aducă la Moscova pentru a preda la Universitatea Moscova. Unul dintre demnitarii sovietici îl întreabă în mod ironic: "Ați fost doi ani de zile la putere, dar ce ați putut realiza pentru popor?". Rasulzade răspunde: "Poate că nimic, dar măcar i-am dat ocazia de a gusta independența". În 1922 ambii prizonieri pleacă la Leningrad și prin colaborarea biroului clandestin al partidului "Müsavat" cu tătarii localnici trec cu o barcă în Finlanda. Exodul respectiv a avut un efect crucial asupra familiei liderului "Müsavat", fiul său în vârsta de 19 ani a fost împușcat de autoritățile sovietice (1938), iar mama, fiica și soția sa s-au sfârșit în exil, în Siberia. Doar în 1992, guvernul azer a găsit în Kazakhstan, ultimul membru a familiei, fiul cel mic al marelui ideolog, care se întreținea prin muncă neagră ocazională.

## Activitatea în Turcia și Germania
Ajungând la Istanbul (1922), Rasulzade fondează revista "Yeni Kafkasya", ("Caucazul Nou") a cărei au apărut 100 numere până la suspendare (1927) și tot aici publică faimoasa sa "Scrisoarea publică către Stalin", unde remarcă greșelile și defectele socialismului menționând: “Mă scuzați că am părăsit Moscova fără permisiunea voastră. Dar niciodată n-aș putea să sprijin poziția voastră fiind întotdeauna susținătorul libertății și independenței Azerbaidjanului”.
În același an Stalin cere arestarea lui, însă guvernul turc îl expulzează din țara și el se stabilește la Berlin. Fiindcă liderul țării, Atatürk ducea o politică de prietenie cu vecinul sovietic și tot din cauza respectivă au fost suspendate în 1931, practic toate publicațiile azere din Turcia. La Berlin, Rasulzade a scos ziarele "İstiqlal" ("Independența") (1927-1934) și "Qurtuluș" ("Salvarea") (1935-1939).
Nu este lipsită de interes părerea lui Stalin despre Rasulzade. Conform memoriilor unui birocrat azer, în timpul întâlnirii sale cu „tătucul popoarelor” la Kremlin, pentru plăcerea lui, el a început să-l jignească pe „câinele burghez al capitaliștilor” Rasulzade. Stalin ascultând în mod tacit, i-a răspuns cu fața încruntată: "Nu vorbiți despre omul pe care nu-l cunoașteți" și i-a întors spatele.

## Perioada polonă
În 1926, în Polonia la putere revine mareșalul Józef Piłsudski, un antisovietic convins, care inivită la Varșovia, pe liderii țărilor ocupate de Rusia. În această perioadă începe o relație între liderul azer și nepoata mareșalului Wanda. Stabilindu-se la Varșovia (1938), Rasulzade devine unul dintre conducatorii Prometeu-ului, organizației popoarelor prizoniere din Uniunea Sovietică și în 1928-1938 publică în revista omonimă. La 14 iulie 1934, la Bruxelles, M.E.Rasulzade și președintele parlamentului azer în exil, A.M.Topçubașî împreună cu foștii șefii de stat ai Georgiei (N.Jordania, A.Cihengheli) și Caucazului de Nord (G.Sunci, L.Ciulik, T.Șakmak) semnează un pact privind crearea unei Confederații Caucaziene efemere (până la 1935).

## La București
În 1935, moare mareșalul Pilsudski, iar ocuparea Poloniei peste trei ani de către Germania și Uniunea Sovietică agravează situația Prometeu-ului și liderul azer preferă să se stabilească în România, la București (1940), unde a stat practic pe toată durată războiului, întâlnindu-se uneori cu liderii caucazieni în exil (1942-1943). După începerea Războiului mondial având contacte directe cu Führerul german Adolf Hitler, Rasulzade încearcă să-l convingă să refacă statul Azerbaidjan în timp ce era rugat să fie reprezentantul lui în Caucaz și să formeze diviziile azere compuse de prizonieri militari, dar este dezamagit. Fiindcă naziștii nu aveau de gând decât să transforme "teritorile estice" în niște simple colonii. În urma refuzului, Hitler, supărat, ordonă expulzarea lui din Germania în termen de 24 de ore (1941).
După război, România devine satelitul Uniunii Sovietice și Rasulzade se mută în Ankara, unde nu se simțea străin din cauza apropierii etnice, lingvistice și culturale, datorită faptului că deja murise șeful de stat Atatürk (1938).

## Ultima perioadă a vieții
Este interesant, cu toate că întreagă viață a avut relații încordate cu liderul național turc, Rasulzade niciodată nu l-a criticat pe Mustafa Kemal Atatürk, ci, chiar fiind un om influent în Republica Democratică Azerbaidjan (1918-1920] a jucat un rol important la sprijinirea morală și materială a revoluției kemaliste de către guvernul de la Baku, din cauza acestui fapt se răciseră relațiile cu aliata principală - Anglia. A fost ales președinte onorific al Societății Culturale Azere (1949), centrul refugiaților politici din Azerbaidjan, și nu încetează lupta pentru eliberarea țării până la ultima zi din viața sa.
La 5 martie 1955, la vârsta de 71 de ani, s-a stins din viața marele lider al poporului azer rostind trei ori "Azerbaidjan, Azerbaidjan, Azerbaidjan!". M.E.Rasulzade a fost înmormântat la Ankara. Moartea lui nu a provocat nici un ecou în Azerbaidjan, unde el demult fusese șters din memorii de către ideologia sovietică.